# 亞歷山大·圖奇諾夫
亞歷山大·瓦連京諾維奇·圖奇諾夫（烏克蘭語：Олександр Валентинович Турчинов，羅馬化：Oleksandr Valentynovych Turchynov，發音：[olekˈsɑndr wɐlenˈtɪnowɪtʃ tʊrˈtʃɪnou̯]；1964年3月31日—），烏克蘭政治人物、編劇和經濟學博士，曾任烏克蘭國家安全與國防事務委員會秘書長（2014年12月16日－2019年5月19日）、代理總統、最高拉達議長、副總理。2014年維克托·亞努科維奇因潛逃至俄國被褫奪職權后，作為議長的他兼任臨時總統直至新大选。

## 政治生涯
曾於2010年3月3日尤莉婭·季莫申科政府解散時，以副總理身份代理總理職。
2014年2月22日，他獲選為烏克蘭最高拉達（國會）議長及代理烏克蘭總統。
在彼得羅·波羅申科成為新任烏克蘭總統後，將其調任國家安全與國防事務委員會秘書長直至波羅申科卸任總統。